# سابوتسی ناماتوآنا
سابوتسی ناماتوآنا (به لاتین: Sabotsy Namatoana) یک منطقهٔ مسکونی در ماداگاسکار است که در بخش امباتولامپی واقع شده‌است. سابوتسی ناماتوآنا ۸٬۰۰۰ نفر جمعیت دارد و ۱٬۶۰۴ متر بالاتر از سطح دریا واقع شده‌است.